# Nabha (Staat)

Brief der Nabha-Post (1894)

Nabha war einer der Sikh-Fürstenstaaten in den damals zu Punjab gehörigen Ausläufern des Himalaya in Britisch-Indien. Er wurde 1755 von Raja Hamir Singh gegründet, der derselben Dynastie angehörte wie die Fürsten von Patiala und Jind, und war nach seinem Hauptort Nabha benannt.
Raja Jashwant Singh (reg. 1783–1840) betrieb die Expansion des Ländchens schon während er als Minderjähriger unter Regentschaft stand, wie die Rückgabe verlorener Gebiete von Jindh sowie Zugewinn auch von Teilen Malerkotlas 1806 und 1808 von Khanna. Als er im Ersten Sikh-Krieg 1845 keine Truppen stellte, wurde er durch die Briten abgesetzt. ¼ des Landes wurde konfisziert. Große Teile seines Landes wurden an Patiala und Faridkot abtreten, die Steuern eines weiteren Teils wurden zur Unterhaltung britischer Truppen beschlagnahmt, alle Wegezölle abgeschafft.
Man unterstützte die Briten finanziell im Gurkha-Krieg 1815 und im Afghanistan-Krieg 1838. Gesamtsteueraufkommen zu dieser Zeit 150.000 Rs., es gab lang anhaltende Grenzstreitigkeiten mit Patiala.
Der unfähige Raja Davindar Singh wurde mit einer Pension von 50.000 Rs. zunächst nach Mathra, ab 1855 Lahore, exiliert, wo er auf großem Fuß lebte. Bharpur Singh unterstützte die Briten während des großen indischen Aufstands von 1857 und erhielt zum Dank einiges Land zurück, mit Gebietsgewinnen im Wert von 106.000 Rs. Steuern, dazu das Recht auf 11 Schuss Salut (Mai 1860). Britischerseits wurden die Phulkian States (Patiala, Jind und Nabha) als eine Agency unter Regierung des Punjab zusammengefasst, die Teil der Punjab States Agency wurde.
Nabha bestand Anfang des 20. Jahrhunderts aus 12 Landflecken, die Bevölkerung war etwa zur Hälfte Hindu, 31 % Sikh und 18 % Muselmanen. Das Land war in drei Bezirke (nizamat) geteilt. Amloh im Norden und Phul im Westen wurden vom Sirhind-Kanal bewässert. Der südliche Teil, Bawal war Teil der Wüste Rajasthans.
Die Fläche betrug 1941 2453 km² bei 330.000 Einwohnern. Maharaja Pratab Singh (1923–56) schloss sich am 15. Juli 1947 der Patiala and East Punjab States Union (PEPSU) an und vollzog am 20. August 1948 den Anschluss an Indien. Am 1. November 1956 wurden alle Fürstenstaaten aufgelöst und PEPSU Teil des Bundesstaates Punjab. Der südlichste Teil kam 1966 zum Bundesstaat Haryana.
Der Staat hatte 1885–1950 eine eigene Staatspost. Aufgrund der Konvention mit der britisch-indischen Post verwendete man deren Briefmarken mit Aufdruck des Landesnamens (auf Ganzsachen auch Wappen).

## Stammbaum der Dynastie
Das Herrscherhaus von Nabha, stammt ebenso wie die von Patiala, Jind(h), Bahawalpur einige kleinere von einem Sohn Chaudari Phuls († 1652) ab. Protokollarisch standen die Herrscher Nabhas an vierter Stelle unter den Fürsten des Punjab. (* = Haupterbe)
1. Generation
- Thiloka († 1687)
- 5 jüngere Brüder, die jeweils eigene Linien begründeten

2. Generation
1. Gurdita († 1754)
2. Sukhchen, Begründer der Dynastie von Jind

3. Generation
- Suratya († 1752)

4. Generation
1. Kapur Singh
2. * Hamir Singh († 1789). Gründung des Ortes Nabha 1755, eigentliche "Staatsgründung" 1763 nach Verleihung des paragana Amloh.

5. Generation
- Jaswat Singh (reg. 1783–1840, die Witwe Ranit Desu war Regentin bis 1790. † 66-jährig).  Hatte fünf Frauen: Dya Kur, Chand Kur, Bam Kur, Har Kur und Dharam Kur.

6. Generation
1. Kanwar Ranjit Singh, Sohn Dya Kurs († 7. Juni 1832), hatte drei Ehefrauen. Vom Vater ungeliebt, dieser wollte ihn enterben, starb er im Hause seines (neuen) Schwiegervaters unter verdächtigen Umständen.
2. * Davindar Singh, Sohn Har Kurs (= Deoindar Singh; *1822, reg. 5. Oktober 1840 bis 1846; † Nov. 1865 in Lahore), war ein bigotter Sikh. Seine zweite Frau (von vieren), die Rani Man Kur, war Mutter der beiden erbenden Söhne.

7. Generation
1. Bahapur Singh (= Bharpur Singh; *1840, reg. Jan. 1847, im Amt 1857, † 1863) stand als Minderjähriger unter der Vormundschaft seiner Stief-Großmutter Chand Kur, der Witwe Jaswats, beim Aufstand 1857 loyal. Er starb kinderlos, ihm folgte sein jüngerer Bruder.
2. Bhaghwan Singh (*1842, † 1871) starb ebenfalls kinderlos, sein adoptierter Nachfolger war gemäß den Bestimmungen des sanad von 1860 ein jagirdar aus Jind, ebenfalls Nachfahr Phuls.

8. Generation
- Hīra Singh, Sohn Bhaghwans (*1841 oder ?1843; reg. 9. Juni/10. Aug. 1871 bis 1911), konservativer, jedoch aufrechter, Herrscher. Voller Titel ab 1877: "His Highness Farzand-i-Abjumand Akidat Paiwand, Daulat-i-Inglishia Barar Bans Sarmur Sir Hira Singh, Maiwandar Bahadur, G.C.S.I, Raja of Nabha"[3]

9. Generation
- Ripudaman Singh, (= Rapdaman Singh; *1883, reg. ab 1911, dazu Rangerhöhung zum Maharaja), 1906–8 Mitglied des Imperial Legislative Council. Ab 1921 Recht auf 13 Schuss Salut, 15 vor Ort. Er verließ sein Land 1923, nachdem Vorwürfe von Entführungen und illegaler Gefangennahmen von Untertanen Patialas laut wurden. Rücktritt auf britischen Druck 1928.

10. Generation
- Pratap Singh * 21. September 1919, reg. 19. Feb. 1928–1947, im Amt seit März 1941, während der Minderjährigkeit stand der Staat unter britischer Verwaltung. Englandreise 1932–34, dann im Badingham College (bei Leatherhead), ab 1938 Kadett in der Militärakademie Sandhurst